# Willem Pot
Willem Pot (Woudsend, 29 oktober 1888 – Leeuwarden, 4 januari 1963) was burgemeester van Muntendam tijdens de Tweede Wereldoorlog.

## Biografie
De fabrikant Willem Pot werd geboren in het Friese Woudsend (gem. Wymbritseradeel) en was een zoon van de koopman Abel Pot en Geertje Nijdam. Hij was in 1910 in Sneek getrouwd met Trijntje Visser, dochter van Douwe Visser en Elisabeth Wijnstra.
Pot had zich voor het Bijzondere Gerechtshof te verantwoorden wegens lidmaatschap van een zevental nationaalsocialistische organisaties. Voorts solliciteerde hij naar het ambt van burgemeester van Zutphen, waarvoor hij echter niet in aanmerking bleek te komen. Hij ontkende een lijst te hebben samengesteld van personen die voor gijzeling in aanmerking kwamen. Het bleek echter dat alle NSB-burgemeesters een dergelijke lijst hebben opgemaakt. Hij kwam in 1941 bij de NSB omdat hij zich miskend voelde. Hij werd in september 1942 benoemd tot burgemeester. Tijdens zijn installatie liet Pot zich kennen als een overtuigd nationaalsocialist.
Pot was de eerste burgemeester die door de “ondergrondse” gevangen werd gemaakt. Met Dolle Dinsdag sloeg hem de schrik al zo om het hart, dat hij zich – dus reeds in september 1944 – zonder meer overgaf aan de illegaliteit, welke hem toen tot de bevrijding in verzekerde bewaring hield.
Pot werd veroordeeld tot 6½ jaar internering met aftrek van voorarrest.